# Lepanthes nana
Lepanthes nana là một loài thực vật có hoa trong họ Lan. Loài này được Luer & H.P.Jesup mô tả khoa học đầu tiên năm 2002.